# 安审琦
安审琦（896年—959年），五代十国时将领，字国瑞。先世为沙陀部人。后唐名将振武军节度使安金全之子。
安审琦为人骁勇，精熟弓马骑射。年轻时以将家子跟随后唐庄宗李存勗身边，为义直军使，战功卓著，转任本军指挥使。官至都指挥使。后唐同光年间，充行营马军都指挥使，李从珂出镇河中，奏安审琦为牙兵都校，旋入朝为归化军指挥。从魏王李继岌灭前蜀。唐明宗即位，安金全、安审琦父子受重用，因战功颇著，以功改任龙武右厢都校，领富州刺史。后唐末帝李从珂清泰年间，担任顺化军节度使兼北面行营排阵使，镇守邢州（今河北省邢台市）。石敬瑭在太原起兵反叛李从珂，李从珂令杨光远、张敬达、安审琦等率兵围攻太原。他与杨光远合谋杀张敬达，投降石敬瑭。
石敬瑭建立后晋，天福二年（937年）加检校太傅、同平章事，充天平军节度使（治今山东省东平县）兼侍卫马步军都指挥使。天福三年（938年）改任晋昌军节度使、京兆尹。在京兆任职达四年之久。后移镇河中节度使。晋出帝即位，加检校太师、同平章事。开运二年（945年），契丹国耶律德光进兵犯境，他以马军左右厢都指挥使担任北面行营马兵左右厢都虞侯，与诸将一起抵御契丹，率军至洺州，出兵相救皇甫遇、慕容彦超，一度击退敌军。晋出帝升他为侍中，同平章事。
后晋亡于契丹，安审琦归附后汉，后汉高祖刘知远任命他为襄州节度使（治今湖北省襄阳市），兼中书令。击败荆军进攻，封齐国公。
郭威建立后周，安审琦被加封南阳王，进封陈王，加守太师。他镇守襄、沔十余年，地方安宁。他为三朝将领，对部下却亲善和气，严而不残，威而不暴，人称“民怀其惠”。显德五年（958年）改任平卢军节度使，次年正月被属下安友进所杀。

## 延伸阅读
[在维基数据编辑]
 《舊五代史·卷123》，出自薛居正《舊五代史》